# Ірвін (Айова)
Ірвін (англ. Irwin) — місто (англ. city) в США, в окрузі Шелбі штату Айова. Населення — 319 осіб (2020).

## Географія
За даними Бюро перепису населення США в 2010 році місто мало площу 1,54 км², уся площа — суходіл.

## Історія
Компанія Western Town Lot Company заснувала Ірвін у 1881 році. Місто було назване на честь Е. В. Ірвіна, власника нерухомості. Ірвін був зареєстрований у 1892 р.
У 1963 році два бомбардувальники ВПС США B-47E, що базувалися на авіабазі Шиллінг поблизу Саліни, штат Канзас, зіткнулися над західною Айовою 19 серпня і впали за кілька миль один від одного поблизу Ірвіна. Всі шість членів екіпажу катапультувалися, але троє з них загинули.

## Демографія
Згідно з переписом 2010 року, у місті мешкала 341 особа в 165 домогосподарствах у складі 97 родин. Густота населення становила 221 особа/км².  Було 185 помешкань (120/км²).
Расовий склад населення:
| - 98,8 % — білих |

До двох чи більше рас належало 0,6 %. Частка іспаномовних становила 1,2 % від усіх жителів.
За віковим діапазоном населення розподілялося таким чином: 18,5 % — особи молодші 18 років, 51,6 % — особи у віці 18—64 років, 29,9 % — особи у віці 65 років та старші. Медіана віку мешканця становила 52,3 року. На 100 осіб жіночої статі у місті припадало 89,4 чоловіків;  на 100 жінок у віці від 18 років та старших — 89,1 чоловіків також старших 18 років.
Середній дохід на одне домашнє господарство  становив 47 439 доларів США (медіана — 40 795), а середній дохід на одну сім'ю — 57 936 доларів (медіана — 50 000). Медіана доходів становила 32 000 доларів для чоловіків та 29 583 долари для жінок. За межею бідності перебувало 14,2 % осіб, у тому числі 7,5 % дітей у віці до 18 років та 20,0 % осіб у віці 65 років та старших.
Цивільне працевлаштоване населення становило 208 осіб. Основні галузі зайнятості: освіта, охорона здоров'я та соціальна допомога — 20,2 %, роздрібна торгівля — 15,4 %, транспорт — 14,4 %.

## Виноски
1. ↑  Річний дохід на особу, яка працювала на повну ставку. Оцінка в доларах 2015 року.